# بي. ن. إلرود
بي. ن. إلرود (بالإنجليزية: P. N. Elrod)‏ (1954، تكساس في الولايات المتحدة)؛ كاتِبة وروائية أمريكية.